# Anomala noctivaga
Anomala noctivaga är en skalbaggsart som beskrevs av Ohaus 1910. Anomala noctivaga ingår i släktet Anomala och familjen Rutelidae. Inga underarter finns listade i Catalogue of Life.